# ويليام سينيور
ويليام سينيور (بالإنجليزية: William Senior)‏ هو سياسي بريطاني وأسترالي (وحمل سابقاً جنسية المملكة المتحدة لبريطانيا العظمى وأيرلندا)، ولد في 9 فبراير 1850 في المملكة المتحدة، وتوفي في 22 نوفمبر 1926 في أديلايد في أستراليا. حزبياً، نشط في حزب العمال الأسترالي وحزب العمال الأسترالي (فرع جنوب أستراليا) ‏. وقد انتخب عضو مجلس الشيوخ الأسترالي ‏ عن دائرة جنوب أستراليا ‏ (1 يوليو 1913 – 30 يونيو 1923) وانتخب عضو مجلس النواب جنوب أستراليا من الجمعية عن دائرة Electoral district of Victoria and Albert ‏ وقد انضم خلال فترته النيابية (25 يونيو 1904 – 9 فبراير 1912) للكتلة البرلمانية حزب العمال الأسترالي (فرع جنوب أستراليا) ‏.